# Hai đứa con của chó sói
Hai đứa con của chó sói (tiếng Nhật: おおかみこどもの雨と雪; Hepburn: Ōkami Kodomo no Ame to Yuki; tiếng Anh: Wolf Children) là một bộ phim điện ảnh hoạt hình Nhật Bản đề tài kỳ ảo công chiếu năm 2012 do Hosoda Mamoru làm đạo diễn kiêm đồng sáng tác kịch bản. Bộ phim có sự tham gia lồng tiếng của Miyazaki Aoi, Osawa Takao và Kuroki Haru. Nội dung phim kể về một người mẹ trẻ đơn thân nuôi hai đứa con nửa người-nửa sói  Ame và Yuki sau khi người cha là sói của chúng qua đời.
Nhằm tạo ra tác phẩm, đạo diễn Hosoda đã thành lập Studio Chizu để cùng sản xuất phim với hãng Madhouse. Sadamoto Yoshiyuki, nhà thiết kế nhân vật cho Fushigi no Umi no Nadia (1990) và Shin Seiki Evangelion (1995) là người tạo hình nhân vật trong phim. Hai đứa con của chó sói có buổi chiếu ra mắt lần đầu tiên toàn thế giới tại Paris vào ngày 25 tháng 6 năm 2012 và công chiếu vào ngày 21 tháng 7 năm 2012 tại Nhật Bản. Bộ phim được cấp phép bản quyền cho Funimation Entertainment ở Bắc Mỹ và được phát hành trên đĩa DVD và Blu-ray vào ngày 23 tháng 11 năm 2013. Tại Việt Nam, Liên hoan phim Nhật Bản "Thổi làn gió mới! Phim truyện và hoạt hình Nhật Bản 2013" đã trình chiếu bộ phim dưới tựa đề tiếng Việt chính thức là Hai đứa con của chó sói. Tác phẩm còn được đạo diễn Hosoda Mamoru chuyển thể thành hai cuốn light novel và một cuốn manga; một trong số chúng đã được xuất bản với ấn bản cấp phép bản quyền tại Việt Nam cho IPM dưới tựa Việt hóa là Ame và Yuki - Những đứa con của Sói.

## Nội dung
Tại Tokyo, Nhật Bản, một nữ sinh tên Hana đã phải lòng một người đàn ông bí ẩn. Một đêm nọ, người đàn ông tiết lộ rằng anh có thể biến thành chó sói, và sau đó cặp đôi sinh ra hai đứa con nửa người nửa sói: một cô con gái tên Yuki và một cậu con trai tên Ame. Không lâu sau, cha của hai đứa trẻ bị giết trong một tai nạn trong lúc đang kiếm ăn cho lũ trẻ.
Cuộc sống làm mẹ đơn thân của Hana vô cùng chật vật; Yuki và Ame liên tục biến đổi nhân dạng giữa người và sói, còn Hana buộc phải giấu chúng khỏi tất cả mọi người. Sau khi bị phàn nàn bởi những tiếng ồn phát ra trong nhà cũng như việc các nhân viên xã hội lo ngại rằng họ chưa thăm khám và tiêm chủng cho lũ trẻ, Hana chuyển nhà về vùng nông thôn sinh sống để tránh bị hàng xóm soi mói. Cô làm việc cật lực để sửa một ngôi nhà đã bị dột nát, rồi phải vật lộn nuôi sống gia đình nhỏ qua ngày bằng việc trồng trọt. Với sự hỗ trợ từ một người đàn ông lớn tuổi nghiêm khắc tên là Nirasaki, cô dần học được cách làm nông đủ để nuôi sống và kết bạn với một vài người dân địa phương.
Một ngày mùa đông nọ, Ame suýt chết đuối dưới sông sau khi cố gắng truy bắt một con chim bói cá nhưng được Yuki cứu, nhưng Ame dần mất tự tin với khả năng làm sói của mình. Yuki thì cầu xin mẹ cho phép em đến trường như bạn bè đồng trang lứa. Rồi Hana chấp thuận với điều kiện Yuki phải giữ bí mật về nguồn gốc sói của mình. Thế là Yuki sớm có một vài người bạn ở trường học, còn Ame ngày càng hứng thú trong rừng và học cách sống sót trong tự nhiên từ một con cáo già.
Năm lên lớp 4, lớp của Yuki có một cậu bạn vừa chuyển trường tới tên là Sōhei và cậu nhóc nhận ra có gì đó khác thường ở Yuki. Khi cậu nhóc theo dõi và quấy rầy Yuki, cô tức điên rồi hóa thành sói và vô tình làm cậu bạn bị thương với một vết sẹo trên tai. Tại buổi gặp mặt giữa các phụ huynh và giáo viên, Sōhei nói rằng một con sói đã tấn công cậu ta và qua đó miễn tội cho Yuki. Hai người dần trở thành bạn thân.
Vì bất đồng trong tư tưởng sống, Yuki và Ame cãi vã rồi đánh nhau dù ở trong nhân dạng người hay sói. Hai năm sau, một cơn bão dữ dội ập đến và trường của Yuki cho học sinh nghỉ học sớm. Khi Hana định rời nhà để đón Yuki, cô phát hiện ra Ame bí mật đi vào rừng nên lần theo con mình; mục đích của cậu chỉ là mai táng cho con cáo đã dạy dỗ cậu vừa qua đời. Trong khi những đứa trẻ khác đều được cha mẹ đón về, Yuki và Sōhei vẫn cùng nhau đợi ở trường. Yuki tiết lộ với Sōhei rằng cô có thể biến thành sói và thật sự là người đã tấn công cậu. Nhưng cậu nhóc nói mình đã biết từ lâu và hứa sẽ giữ bí mật cho cô.
Trong lúc tìm kiếm Ame, Hana bị trượt chân ngã và bất tỉnh. Trong giấc mơ, cô nhìn thấy cha của lũ trẻ nói với cô rằng Ame và Yuki sẽ tìm ra con đường sống của riêng chúng, và rằng cô đã nuôi dạy chúng mạnh giỏi, thành tài. Ame tìm thấy Hana và đưa cô đến nơi an toàn. Cô tỉnh lại thì thấy Ame hoàn toàn biến thành sói và chạy sâu vào trong núi. Cô nhận ra con trai mình đã chọn được con đường sống riêng và nói lời giã biệt cậu trong niềm hạnh phúc xen lẫn nước mắt vì xúc động.
Một năm sau, Yuki rời nhà để chuyển đến ký túc xá của trường trung học. Những tiếng hú sói của Ame trong rừng vẫn văng vẳng từ xa. Giờ đây Hana sống một mình trong căn nhà cũ, cô nghiệm ra rằng việc nuôi dạy hai đứa con sói của mình như một câu chuyện cổ tích và cảm thấy tự hào đã nuôi chúng tử tế.

## Lồng tiếng
| Nhân vật                            | Người lồng tiếng Nhật                                                              |
| ----------------------------------- | ---------------------------------------------------------------------------------- |
| Hana (花)                           | Miyazaki Aoi                                                                       |
| Người đàn ông sói                   | Osawa Takao                                                                        |
| Yuki (雪)                           | Kuroki Haru, Ono Momoka (大野 百花 Ōno Momoka) (lúc nhỏ)                           |
| Ame (雨)                            | Nishii Yukito (西井 幸人 Nishii Yukito), Kabe Amon (加部 亜門 Kabe Amon) (lúc nhỏ) |
| Fujii Sōhei (藤井 草平 Fujii Sōhei) | Hiraoka Takuma (平岡 拓真 Hiraoka Takuma)                                          |
| Mẹ của Sōhei                        | Hayashibara Megumi                                                                 |
| Cụ Nirasaki (韮崎 Nirasaki)         | Sugawara Bunta                                                                     |
| Ông Nirasaki                        | Kobayashi Takashi (小林 隆 Kobayashi Takashi)                                      |
| Bà Nirasaki                         | Tomie Kataoka (片岡 富枝 Kataoka Tomie)                                            |
| Ông Tanabe (田辺)                   | Shota Sometani                                                                     |
| Hosokawa (細川)                     | Tadashi Nakamura                                                                   |
| Yamaoka (山岡)                      | Tamio Ōki                                                                          |
| Tendō (天童)                        | Hajime Inoue (井上 肇 Inoue Hajime)                                                |
| Kuroda                              | —                                                                                  |
| Bà Horita (堀田 Horita)             | Asō Kumiko                                                                         |
| Uncle Horita                        | —                                                                                  |
| Dì Horita                           | —                                                                                  |
| Bà Doi                              | Mitsuki Tanimura                                                                   |
| Chú Doi (土肥 Doi)                  | —                                                                                  |
| Dì Doi                              | —                                                                                  |
| Shino (信乃)                        | Rino Kobayashi (小林 里乃 Kobayashi Rino)                                          |
| Bunko (文子)                        | Chika Arakawa (荒川 ちか Arakawa Chika)                                            |
| Sōko (荘子)                         | Fūka Haruna                                                                        |
| Keno (毛野)                         | Mone Kamishiraishi (上白石 萌音 Kamishiraishi Mone)                                |
| Tadatomo (忠与)                     | Tensei Matsuoka                                                                    |
| Người dẫn phát thanh                | Taichi Masu (桝 太一 Masu Taichi)                                                  |

## Phát hành
Tại một buổi họp báo tổ chức vào ngày 18 tháng 6 năm 2012, đạo diễn Hosoda Mamoru công bố rằng Hai đứa con của chó sói sẽ ra rạp tại 34 quốc gia và vùng lãnh thổ khác nhau. Phim có buổi chiếu ra mắt tại Pháp vào ngày 25 tháng 6 năm 2012, đánh dấu màn ra mắt trước công chúng quốc tế.
Sau đó phim được công chiếu tại Nhật Bản vào ngày 21 tháng 7 năm 2012. Lịch phát hành DVD và Blu-ray cho phim tại Nhật Bản là ngày 20 tháng 2 năm 2013. Phim còn được phát hành hạn chế tại Mỹ vào ngày 27 tháng 9 năm 2013.
Hai đứa con của chó sói đã được trình chiếu lần lượt tại Animefest 2013 vào tháng 5 ở Cộng hòa Séc và tại Animafest Zagreb 2013 vào tháng 6 ở Croatia.

### Phương tiện truyền thông khác

Bìa sách bản Việt hóa do IPM phát hành tại Việt Nam.

Bên cạnh bản phim điện ảnh, hai cuốn tiểu thuyết và một cuốn manga chuyển thể do Hosoda chắp bút (kèm phần minh họa của Yū (優)) đã được nhà sách Kadokawa Shoten phát hành. Bộ manga được dịch sang tiếng Anh bởi Yen Press và đã giành đề cử cho hạng mục "Ấn phẩm quốc tế tại Mỹ hay nhất—Châu Á" tại lễ trao giải Eisner Award 2015. Tại Việt Nam, IPM là đơn vị được cấp phép phát hành chính thức một trong những tác phẩm trên tại Việt Nam với tựa đề Ame và Yuki - Những đứa con của Sói.
- Mamoru Hosoda Pia, Pia, 10 tháng 7 năm 2012, ISBN 9784835621203
- Wolf Children Ame and Yuki của Hosoda Mamoru, Kadokawa Tsubasa Bunko, 15 tháng 7 năm 2012, ISBN 9784046312488
- Kadokawa Picture Book Wolf Children Ame and Yuki của Hosoda Mamoru, Kadokawa Shoten, 15 tháng 7 năm 2012, ISBN 9784041102473
- Wolf Children Ame and Yuki Storyboards Animestyle Archive của Hosoda Mamoru, Media Pal, 21 tháng 7 năm 2012, ISBN 9784896102468
- Wolf Children Ame and Yuki Official Book: Hana no Yō ni biên tập bởi một nhóm tác giả có tên "Wolf Children Ame and Yuki Production Committee", Kadokawa Shoten, 23 tháng 7 năm 2012, ISBN 9784041102480
- Wolf Children Ame and Yuki Artbook biên tập bởi một nhóm tác giả có tên "Wolf Children Ame and Yuki Production Committee", Kadokawa Shoten, 25 tháng 8 năm 2012, ISBN 9784041102862

## Đón nhận

### Doanh thu phòng vé
Hai đứa con của chó sói là phim điện ảnh có doanh thu cao thứ hai tại Nhật Bản trong dịp ra mắt cuối tuần 21–22 tháng 7 năm 2012, đánh bại tác phẩm Công chúa tóc xù của Pixar ra mắt tại Nhật Bản cùng tuần đó. Phim thu hút 276.326 khán giả trong suốt cả tuần, thu về 365,14 triệu yên. Sau đó bộ phim đã vượt qua tổng doanh thu mà tác phẩm cũ của Hosoda, Cuộc chiến mùa hè kiếm được là khoảng 1,6 tỷ yên trong dịp cuối tuần 12–13 tháng 8 năm 2012. Tổng cộng, Hai đứa con của chó sói đem về 4,2 tỷ yên, trở thành phim điện ảnh ăn khách thứ 5 tại Nhật Bản vào năm 2012.

### Đánh giá chuyên môn
Trên trang hệ thống tổng hợp kết quả đánh giá Rotten Tomatoes, Hai đứa con của chó sói nhận được 94% lượng đồng thuận dựa trên 18 bài đánh giá, đạt điểm trung bình 8,46/10. Trên chuyên trang Metacritic, phim giành số điểm 71/100 dựa theo 5 phê bình gia, chủ yếu là "những đánh giá tích cực".
Mark Schilling của nhật báo The Japan Times chấm Hai đứa con của chó sói điểm 3/5 sao và nhận định, "Ảnh hưởng của Miyazaki lên tác phẩm riêng của Hosoda dường như rất rõ ràng, từ phong cách dễ-thương-nhưng-thực-tế của ông đến mối quan tâm đến các vấn đề xã hội nhức nhối và cảm xúc hỗn độn trong cách hành xử thực tế của con người." Ông thấy rằng tác phẩm theo "kiểu thông thường và dễ đoán... cuốn hút những người hâm mộ Jane Eyre trong một cảnh này rồi lại thu hút những người yêu Tiếng gọi nơi hoang dã ở cảnh kế tiếp" và chỉ trích phim đi theo lối "rập khuôn và cũ rích".

### Giải thưởng
Hai đứa con của chó sói đã giành chiến thắng các giải Viện Hàn lâm Nhật Bản cho hoạt hình của năm 2013, giải điện ảnh Mainichi cho phim hoạt hình hay nhất 2012 và giải Hoạt hình của năm 2013 tại sự kiện TAF. Phim còn đoạt hai giải tại Liên hoan phim Films from the South tại Na Uy: giải chính, giải Gương Bạc (Silver Mirror) và giải khán giả. Phim cũng thắng giải Khán giả tại Liên hoan phim điện ảnh thiếu nhi New York và giải Đĩa anime hay nhất 2014 từ ấn phẩm Home Media Magazine.